# Port de Suape
Le port de Suape est un port maritime brésilien, C'est l'un des principaux ports du Brésil et d'Amérique latine. Il est situé dans la ville de Ipojuca et Cabo de Santo Agostinho, dans l'État de Pernambuco. L'accès terrestre au port se fait par la route fédérale BR-101 et par interconnexion au nord-ouest à la route fédérale BR-232. C'est le plus grand port public de la région du Nord-Est, au cinquième rang du classement national.

## Présentation
Il a une profondeur de 15,5 m dans le port interne et jusqu'à 20 m dans le port externe. En 2018, Suape a présenté un total de 23,6 millions de tonnes de produits transportés, étant responsable du plus grand mouvement national de vrac liquide (17,5 millions de tonnes) et de cabotage (15,3 millions de tonnes). Les dérivés pétroliers sont ceux qui ont eu le plus grand impact sur la gestion du port, en raison de la nécessité de délocaliser la raffinerie Abreu e Lima. Les autres produits remarquables du port de Suape sont les exportations d'automobiles, de minerai de fer, de soja et de sucre et l'exportation de conteneurs. Compte tenu des données de 2014, les produits exportés de Suape sont principalement produits dans l'État de Pernambuco (70,41%), les produits de Paraíba en deuxième position (9,1%) et ceux de Rio Grande do Norte en troisième position avec 6,32%. En revanche, les produits importés arrivent principalement à Pernambuco (88,37%), et le reste principalement à Paraíba (3,95%) et Ceará (2,56%).

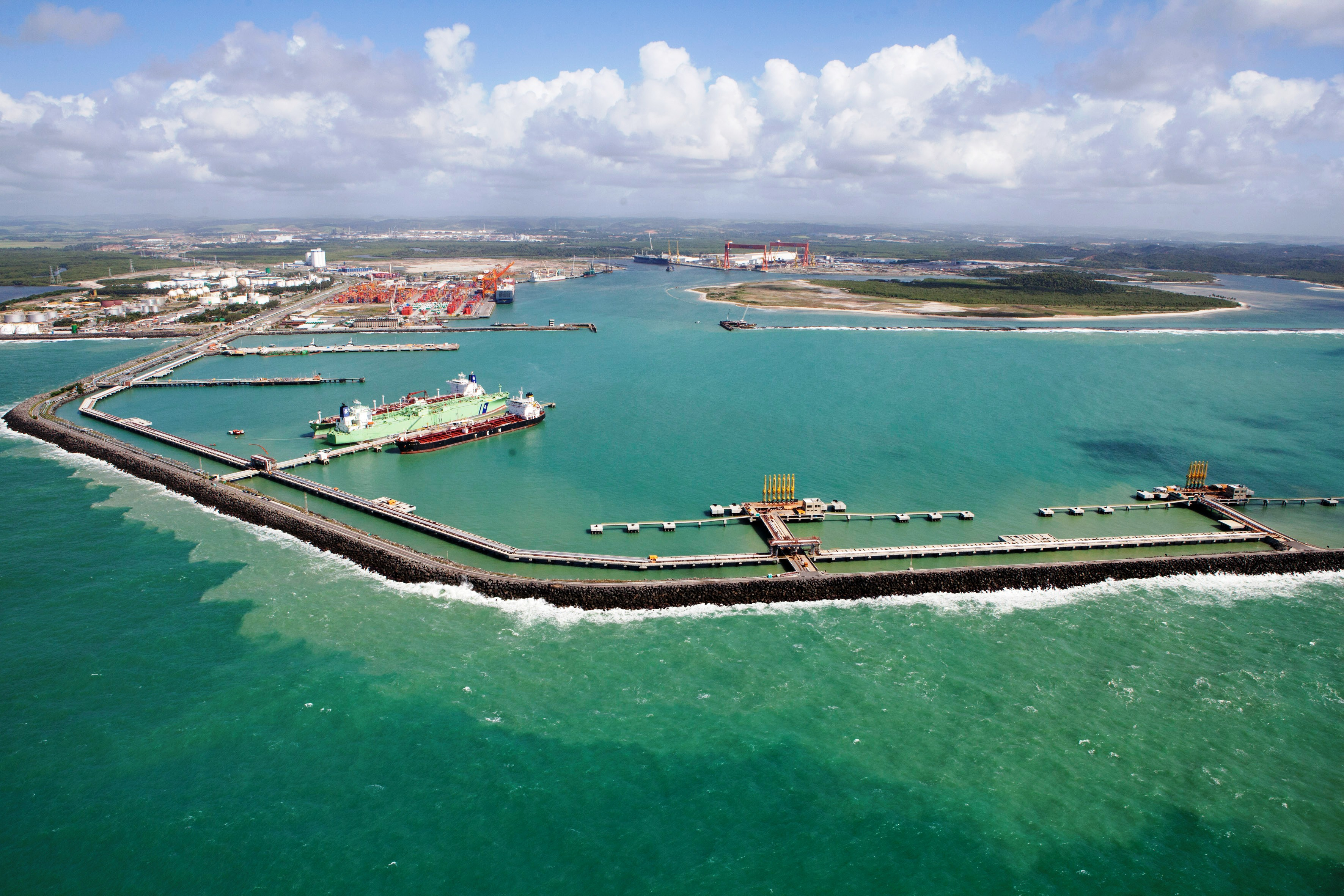
Suape, 2012
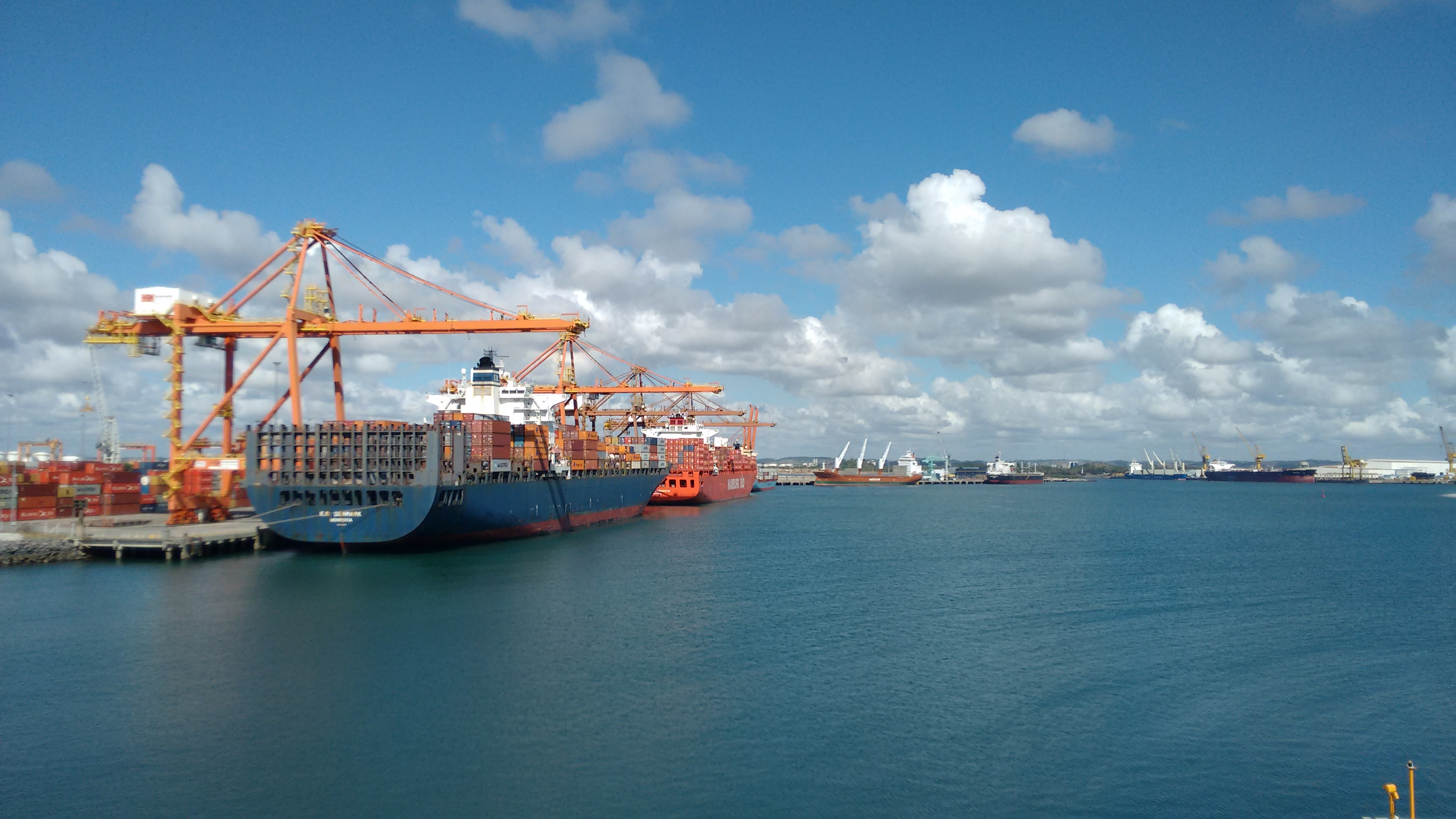
Intérieur de Puerto (Muelle Suape)
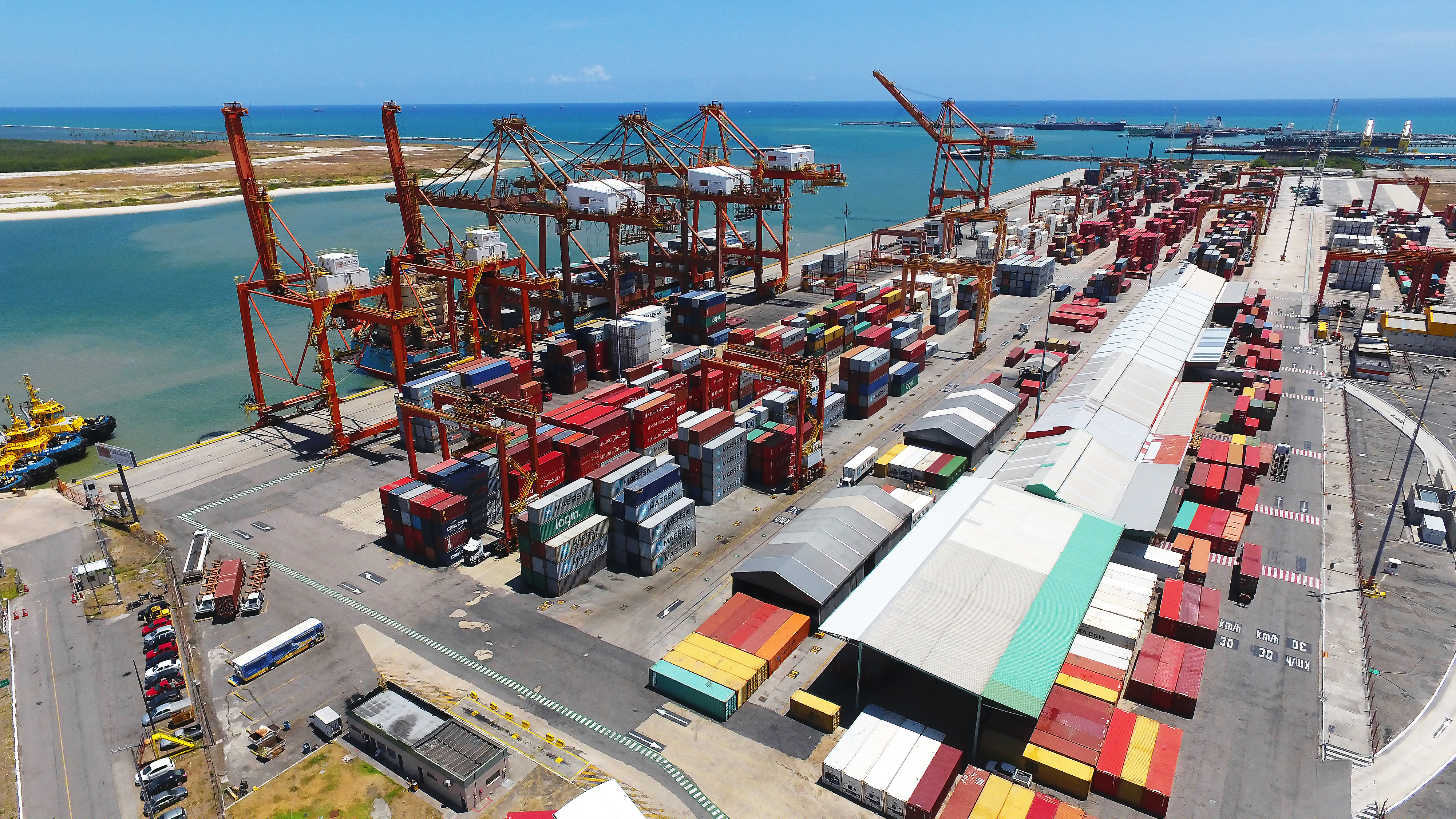
TECON (Terminal à conteneurs)
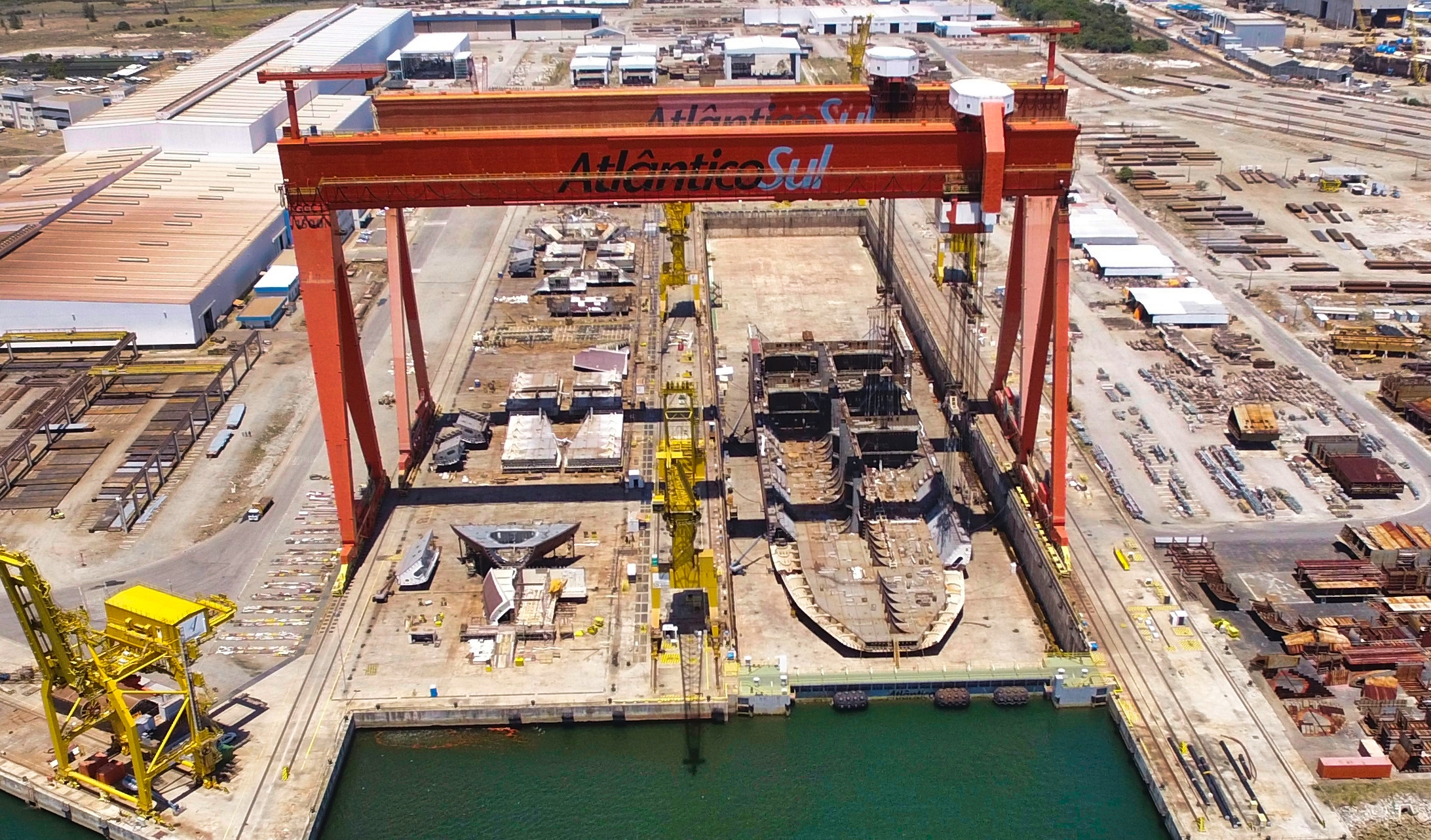
Le chantier naval Atlântico Sul a une structure de 400 mètres de long, 73 mètres de large et 12 mètres de profondeur